# Prima Divisione 1937-1938
La Prima Divisione 1937-1938 fu il torneo regionale superiore di quell’edizione del campionato italiano di calcio. Fu organizzata e gestita dai Direttori Regionali di Zona.
Ognuna delle 17 regioni metropolitane attive aveva un posto per la promozione. Il Piemonte e la Lombardia videro comunque confermati i loro posti supplementari data la loro storica intensa attività.

## Piemonte
Direttorio I Zona (Piemonte).

### Girone A

#### Squadre partecipanti
| Squadra                    | Città (provincia) | Stagione precedente |
| -------------------------- | ----------------- | ------------------- |
| A.C. Arona                 | Arona (NO)        |                     |
| A.S. Cusiana (B = riserve) | Omegna (NO)       |                     |
| U.S. Galliatese            | Galliate (NO)     |                     |
| A.C. Gozzano               | Gozzano (NO)      |                     |
| A.C. Intra                 | Intra (NO)        |                     |
| U.S. Juventus              | Domodossola (NO)  |                     |
| A.C. Novara (B = riserve)  | Novara            |                     |
| S.S. Sparta                | Novara            |                     |
| A.S. Stresiana             | Stresa (NO)       |                     |
| A.S. Villadossola          | Villadossola (NO) |                     |

#### Classifica
|  | Pos. | Squadra       | Pt | G  | V | N | P | GF | GS | DR |
|  | ---- | ------------- | -- | -- | - | - | - | -- | -- | -- |
|  | 1.   | Novara B      | 33 | 18 |   |   |   |    |    |    |
|  | 2.   | Juventus Domo | 30 | 18 |   |   |   |    |    |    |
|  | 3.   | Villadossola  | 29 | 18 |   |   |   |    |    |    |
|  | 4.   | Gozzano       | 19 | 18 |   |   |   |    |    |    |
|  | 5.   | Intra         | 15 | 18 |   |   |   |    |    |    |
|  | 6.   | Arona         | 14 | 18 |   |   |   |    |    |    |
|  | 7.   | Galliatese    | 13 | 18 |   |   |   |    |    |    |
|  | 8.   | Cusiana B     | 10 | 18 |   |   |   |    |    |    |
|  | 9.   | Stresiana     | 9  | 18 |   |   |   |    |    |    |
|  | 10.  | Sparta Novara | 8  | 18 |   |   |   |    |    |    |

Legenda:
      Ammesso alle finali regionali.
Regolamento:
Due punti a vittoria, uno a pareggio, zero a sconfitta.
Pari merito in caso di pari punti.
Verdetti
- Il Novara "B" non è promuovibile essendo squadra riserve.

### Girone B

#### Squadre partecipanti
| Squadra                            | Città (provincia)      | Stagione precedente                   |
| ---------------------------------- | ---------------------- | ------------------------------------- |
| A.S. Aosta                         | Aosta                  |                                       |
| U.S. Biellese (B = riserve)        | Biella (VC)            |                                       |
| A.S. Casale (B = riserve)          | Casale Monferrato (AL) |                                       |
| G.S.F. Chivasso                    | Chivasso (TO)          |                                       |
| A.C. Cossato                       | Cossato (VC)           |                                       |
| G.S. F.G.C. Ivrea                  | Ivrea (TO)             |                                       |
| U.S. Pro Vercelli (B = riserve)    | Vercelli               |                                       |
| G.S. SNIA Viscosa Abbadia di Stura | Torino (TO)            |                                       |
| A.C. Torino (C = allievi)          | Torino                 |                                       |
| A.C. Trino                         | Trino (VC)             | Società ricostituita dopo un triennio |

#### Classifica finale
|  | Pos. | Squadra        | Pt | G  | V  | N | P  | GF | GS | DR  |
|  | ---- | -------------- | -- | -- | -- | - | -- | -- | -- | --- |
|  | 1.   | Trino          | 27 | 18 | 10 | 7 | 1  | 35 | 15 | +20 |
|  | 2.   | Cossato        | 22 | 18 | 9  | 4 | 5  | 32 | 20 | +12 |
|  | 3.   | Pro Vercelli B | 21 | 18 | 9  | 3 | 6  | 38 | 23 | +15 |
|  | 3.   | SNIA Viscosa   | 21 | 18 | 8  | 5 | 5  | 22 | 24 | -2  |
|  | 5.   | Torino C       | 19 | 18 | 7  | 5 | 6  | 36 | 29 | +7  |
|  | 6.   | Chivasso       | 18 | 18 | 7  | 4 | 7  | 43 | 37 | +6  |
|  | 7.   | Casale B       | 16 | 18 | 6  | 4 | 8  | 22 | 27 | -5  |
|  | 8.   | Aosta          | 13 | 18 | 3  | 7 | 8  | 19 | 29 | -10 |
|  | 8.   | Ivrea          | 13 | 18 | 4  | 5 | 9  | 18 | 30 | -12 |
|  | 10.  | Biellese B     | 10 | 18 | 3  | 4 | 11 | 16 | 42 | -26 |

Legenda:
      Ammesso alle finali regionali.
Regolamento:
Due punti a vittoria, uno a pareggio, zero a sconfitta.
Pari merito in caso di pari punti.

### Girone C

#### Squadre partecipanti
| Squadra                        | Città (provincia)          | Stagione precedente |
| ------------------------------ | -------------------------- | ------------------- |
| Alessandria U.S. (B = riserve) | Alessandria                |                     |
| A.C. Asti (B = riserve)        | Asti                       |                     |
| A.C. Bra                       | Bra (CN)                   |                     |
| A.C. Cinzano                   | Santa Vittoria d'Alba (CN) |                     |
| G.S. Dop. Cuneo Sportiva       | Cuneo                      |                     |
| D.A. F.I.A.T.                  | Torino                     |                     |
| A.C. Saluzzo                   | Saluzzo (CN)               |                     |
| A.C. Savigliano                | Savigliano (CN)            |                     |
| G.S. Val Pellice               | Torre Pellice (TO)         |                     |

#### Classifica
|  | Pos. | Squadra       | Pt       | G  | V  | N | P | GF | GS | DR  |
|  | ---- | ------------- | -------- | -- | -- | - | - | -- | -- | --- |
|  | 1.   | Alessandria B | 27       | 15 | 13 | 1 | 1 | 51 | 7  | +34 |
|  | 2.   | FIAT          | 21       | 15 | 8  | 5 | 2 | 20 | 9  | +11 |
|  | 3.   | Cuneo         | 19       | 15 | 7  | 5 | 3 | 21 | 15 | +6  |
|  | 4.   | Cinzano       | 12       | 15 | 4  | 4 | 7 | 21 | 25 | -4  |
|  | 5.   | Asti B (-1)   | 11       | 15 | 3  | 6 | 6 | 27 | 32 | -5  |
|  | 5.   | Saluzzo       | 11       | 15 | 2  | 7 | 6 | 24 | 36 | -12 |
|  | 5.   | Savigliano    | 11       | 15 | 4  | 3 | 8 | 17 | 32 | -15 |
|  | 8.   | Valpellice    | 10       | 15 | 4  | 2 | 9 | 20 | 30 | -10 |
|  | --   | Bra           | Ritirato |    |    |   |   |    |    |     |

Legenda:
      Ammesso alle finali regionali.
      Promosso in Serie C 1938-1939.
Regolamento:
Due punti a vittoria, uno a pareggio, zero a sconfitta.
Pari merito in caso di pari punti.
Note:
Asti B ha scontato 1 punto di penalizzazione in classifica per una rinuncia.
Verdetti
- L'Alessandria "B" non è promuovibile essendo squadra riserve.
- Il Cuneo è in seguito ammesso in Serie C 1938-1939.
- Il Bra si ritira il 20 marzo 1938. Agli effetti della classifica alle altre squadre vengono conteggiate solo le gare disputate nell'andata.

### Girone finale

#### Classifica
|  | Pos. | Squadra       | Pt | G | V | N | P | GF | GS | DR |
|  | ---- | ------------- | -- | - | - | - | - | -- | -- | -- |
|  | 1.   | Trino         | ?? | 4 |   |   |   |    |    |    |
|  | 2.   | FIAT          | ?? | 4 |   |   |   |    |    |    |
|  | 3.   | Juventus Domo | ?? | 4 |   |   |   |    |    |    |

Legenda:
      Promosso in Serie C 1938-1939.
Regolamento:
Due punti a vittoria, uno a pareggio, zero a sconfitta.
Pari merito in caso di pari punti.
Verdetti
- Il Trino sarebbe stato promosso in Serie C 1938-1939; il D.D.S. respinge l'iscrizione a causa della mancanza di un campo sportivo avente misure minime per disputare la categoria.
- F.I.A.T. promosso in Serie C 1938-1939.
- Juventus Domo successivamente ammessa in Serie C 1938-1939.

## Lombardia
Direttorio II Zona (Lombardia).

### Girone A

#### Squadre partecipanti
| Squadra                      | Città (provincia)     | Stagione precedente |
| ---------------------------- | --------------------- | ------------------- |
| U.S. Ardens                  | Bergamo               |                     |
| G.S. Armando Casalini        | Brescia               |                     |
| A.C. Brescia (B = riserve)   | Brescia               |                     |
| Caravaggio Sportiva          | Caravaggio (BG)       |                     |
| G.S. Carlo Tresoldi          | Cassano d'Adda (MI)   |                     |
| A.C. Crema (B = riserve)     | Crema (CR)            |                     |
| U.S. Cremonese (B = riserve) | Cremona               |                     |
| A.C. Falck                   | Vobarno (BS)          |                     |
| S.S. Pro Ponte               | Ponte San Pietro (BG) |                     |
| A.C. Sebinia                 | Lovere (BG)           |                     |
| C.S. Trevigliese             | Treviglio (BG)        |                     |

#### Classifica finale
|  | Pos. | Squadra          | Pt | G  | V | N | P | GF | GS | DR |
|  | ---- | ---------------- | -- | -- | - | - | - | -- | -- | -- |
|  | 1.   | Armando Casalini | 32 | 20 |   |   |   |    |    |    |
|  | 2.   | Ardens           | 30 | 20 |   |   |   |    |    |    |
|  | 3.   | Caravaggio       | 23 | 20 |   |   |   |    |    |    |
|  | 4.   | Sebinia          | 22 | 20 |   |   |   |    |    |    |
|  | 4.   | Pro Ponte        | 22 | 20 |   |   |   |    |    |    |
|  | 6.   | Cremonese B      | 20 | 20 |   |   |   |    |    |    |
|  | 7.   | Falck Vobarno    | 17 | 20 |   |   |   |    |    |    |
|  | 8.   | Trevigliese      | 16 | 20 |   |   |   |    |    |    |
|  | 9.   | Brescia B        | 14 | 20 |   |   |   |    |    |    |
|  | 10.  | Carlo Tresoldi   | 12 | 20 |   |   |   |    |    |    |
|  | 11.  | Crema B          | 9  | 20 |   |   |   |    |    |    |

Legenda:
      Ammesso alle finali regionali.
Regolamento:
Due punti a vittoria, uno a pareggio, zero a sconfitta.
Pari merito in caso di pari punti.

### Girone B

#### Squadre partecipanti
| Squadra                                    | Città (provincia)  | Stagione precedente |
| ------------------------------------------ | ------------------ | ------------------- |
| S.S. Alleanza                              | Milano             |                     |
| G.S.F. Bareggio                            | Bareggio (MI)      |                     |
| G.S. Bernocchi                             | Legnano (MI)       |                     |
| G.S. Ferrario                              | Parabiago (MI)     |                     |
| G.S. Fiamma Cremisi                        | Milano             |                     |
| C.S. Francesco Baracca                     | Milano             |                     |
| A.C. Legnano (B = riserve)                 | Legnano (MI)       |                     |
| A.C. Montello                              | Milano             |                     |
| Soc. Pro Patria et Libertate (B = riserve) | Busto Arsizio (VA) |                     |
| G.S. S.A.F.F.A.                            | Magenta (MI)       |                     |
| A.C. Stelvio                               | Milano             |                     |
| Varese Sportiva (B = riserve)              | Varese             |                     |

#### Classifica finale
|  | Pos. | Squadra        | Pt       | G  | V | N | P | GF | GS | DR |
|  | ---- | -------------- | -------- | -- | - | - | - | -- | -- | -- |
|  | 1.   | Bareggio       | 34       | 20 |   |   |   |    |    |    |
|  | 2.   | Varese B       | 27       | 20 |   |   |   |    |    |    |
|  | 3.   | Fiamma Cremisi | 26       | 20 |   |   |   |    |    |    |
|  | 4.   | Ferrario       | 25       | 20 |   |   |   |    |    |    |
|  | 5.   | S.A.F.F.A.     | 24       | 20 |   |   |   |    |    |    |
|  | 6.   | Legnano B      | 21       | 20 |   |   |   |    |    |    |
|  | 7.   | Pro Patria B   | 20       | 20 |   |   |   |    |    |    |
|  | 8.   | Bernocchi      | 17       | 20 |   |   |   |    |    |    |
|  | 9.   | Montello       | 16       | 20 |   |   |   |    |    |    |
|  | 10.  | Stelvio        | 15       | 20 |   |   |   |    |    |    |
|  | 11.  | Alleanza       | 8        | 20 |   |   |   |    |    |    |
|  | ---  | F. Baracca     | Ritirato |    |   |   |   |    |    |    |

Legenda:
      Ammesso alle finali regionali.
Regolamento:
Due punti a vittoria, uno a pareggio, zero a sconfitta.
Pari merito in caso di pari punti.

### Girone C

#### Squadre partecipanti
| Squadra                    | Città (provincia)       | Stagione precedente                            |
| -------------------------- | ----------------------- | ---------------------------------------------- |
| A.C. Cantù                 | Cantù (CO)              |                                                |
| Como                       | Como                    | 2º nel girone D della Prima Divisione Lombarda |
| D.A. Falck (B = riserve)   | Sesto San Giovanni (MI) |                                                |
| S.S. La Folgore            | Cesano Maderno (MI)     |                                                |
| A.C. Lecco (B = riserve)   | Lecco (CO)              |                                                |
| A.C. Monza (B = riserve)   | Monza (MI)              | 9º nel girone D della Prima Divisione Lombarda |
| Dop. Meroni                | Erba (CO)               |                                                |
| Dop. Aziendale Pirelli     | Milano-Bicocca          |                                                |
| A.C. Seregno (B = riserve) | Seregno (MI)            |                                                |
| A.S. Trezzo                | Trezzo sull'Adda (MI)   |                                                |

#### Classifica finale
|  | Pos. | Squadra    | Pt | G  | V | N | P | GF | GS | DR |
|  | ---- | ---------- | -- | -- | - | - | - | -- | -- | -- |
|  | 1.   | Como       | 26 | 18 |   |   |   |    |    |    |
|  | 2.   | Cantù      | 25 | 18 |   |   |   |    |    |    |
|  | 3.   | Pirelli    | 21 | 18 |   |   |   |    |    |    |
|  | 4.   | Lecco B    | 19 | 18 |   |   |   |    |    |    |
|  | 5.   | La Folgore | 18 | 18 |   |   |   |    |    |    |
|  | 6.   | Meroni     | 17 | 18 |   |   |   |    |    |    |
|  | 7.   | Trezzo     | 16 | 18 |   |   |   |    |    |    |
|  | 8.   | Falck B    | 14 | 18 |   |   |   |    |    |    |
|  | 8.   | Seregno B  | 14 | 18 |   |   |   |    |    |    |
|  | 10.  | Monza B    | 10 | 18 |   |   |   |    |    |    |

Legenda:
      Ammesso alle finali regionali.
Regolamento:
Due punti a vittoria, uno a pareggio, zero a sconfitta.
Pari merito in caso di pari punti.

### Girone D

#### Squadre partecipanti
| Squadra                                 | Città (provincia)       | Stagione precedente |
| --------------------------------------- | ----------------------- | ------------------- |
| A.C. Bressana                           | Bressana Bottarone (PV) |                     |
| U.S. Bronese                            | Broni (PV)              |                     |
| A.C. Codogno                            | Codogno (MI)            |                     |
| D.A. De Angeli Frua                     | Milano                  |                     |
| G.S. Ernesto Freda                      | Sesto San Giovanni (MI) |                     |
| A.S. Fanfulla (B = riserve)             | Lodi (MI)               |                     |
| A.C. Pavese "Luigi Belli" (B = riserve) | Pavia                   |                     |
| Piacenza Sportiva (B = riserve)         | Piacenza                |                     |
| G.S. Dop. Redaelli                      | Milano-Rogoredo         |                     |
| A.C. Vigevano (B = riserve)             | Vigevano (PV)           |                     |

#### Classifica finale
|  | Pos. | Squadra              | Pt | G  | V | N | P | GF | GS | DR |
|  | ---- | -------------------- | -- | -- | - | - | - | -- | -- | -- |
|  | 1.   | Codogno              | 25 | 18 |   |   |   |    |    |    |
|  | 2.   | Redaelli             | 23 | 18 |   |   |   |    |    |    |
|  | 3.   | Ernesto Breda        | 22 | 18 |   |   |   |    |    |    |
|  | 3.   | Bressana             | 22 | 18 |   |   |   |    |    |    |
|  | 5.   | De Angeli Frua       | 21 | 18 |   |   |   |    |    |    |
|  | 6.   | Vigevano B           | 20 | 18 |   |   |   |    |    |    |
|  | 7.   | Bronese              | 15 | 18 |   |   |   |    |    |    |
|  | 8.   | Fanfulla B           | 11 | 18 |   |   |   |    |    |    |
|  | 8.   | Pavese Luigi Belli B | 11 | 18 |   |   |   |    |    |    |
|  | 10.  | Piacenza B           | 10 | 18 |   |   |   |    |    |    |

Legenda:
      Ammesso alle finali regionali.
Regolamento:
Due punti a vittoria, uno a pareggio, zero a sconfitta.
Pari merito in caso di pari punti.

### Finale per il titolo e la promozione
|  | Pos. | Squadra          | Pt | G | V | N | P | GF | GS | DR |
|  | ---- | ---------------- | -- | - | - | - | - | -- | -- | -- |
|  | 1.   | Armando Casalini | 9  | 6 | 3 | 3 | 0 | 7  | 4  | +3 |
|  | 2.   | Como             | 7  | 6 | 3 | 1 | 2 | 9  | 4  | +5 |
|  | 2.   | Bareggio         | 7  | 6 | 2 | 3 | 1 | 7  | 7  | 0  |
|  | 4.   | Codogno          | 1  | 6 | 0 | 1 | 5 | 5  | 13 | -8 |

Legenda:
      Promosso in Serie C 1938-1939.
Regolamento:
Due punti a vittoria, uno a pareggio, zero a sconfitta.
Pari merito in caso di pari punti.
Note:
Il Bareggio non ha regolarizzato l'iscrizione in Serie C 1938-1939 e resta in categoria..

## Veneto
Direttorio III Zona (Veneto).

### Girone A

#### Squadre partecipanti
| Squadra                      | Città (provincia)        | Stagione precedente |
| ---------------------------- | ------------------------ | ------------------- |
| A.S.C. Conegliano            | Conegliano Veneto (TV)   |                     |
| A.C. "Gianvittore Mezzomo"   | Feltre (BL)              |                     |
| G.S. Giorgione               | Castelfranco Veneto (TV) |                     |
| A.F.C. Mestre                | Venezia-Mestre           |                     |
| G.S. Mira                    | Mira (VE)                |                     |
| A.C. Padova (B = riserve)    | Padova                   |                     |
| A.C. Treviso (B = riserve)   | Treviso                  |                     |
| A.F.C. Venezia (B = riserve) | Venezia                  |                     |

#### Classifica
|  | Pos. | Squadra    | Pt | G  | V  | N | P  | GF | GS | DR  |
|  | ---- | ---------- | -- | -- | -- | - | -- | -- | -- | --- |
|  | 1.   | Venezia B  | 24 | 14 | 11 | 2 | 1  | 57 | 20 | +37 |
|  | 2.   | Mestre     | 17 | 14 | 7  | 3 | 4  | 54 | 40 | +14 |
|  | 2.   | Padova B   | 17 | 14 | 7  | 3 | 4  | 33 | 20 | +13 |
|  | 4.   | Feltrese   | 15 | 14 | 7  | 1 | 6  | 32 | 30 | +2  |
|  | 5.   | Conegliano | 14 | 14 | 5  | 4 | 5  | 26 | 35 | -9  |
|  | 6.   | Mira       | 12 | 14 | 5  | 2 | 7  | 19 | 30 | -11 |
|  | 7.   | Giorgione  | 7  | 14 | 1  | 5 | 8  | 19 | 44 | -25 |
|  | 8.   | Treviso B  | 6  | 14 | 2  | 2 | 10 | 17 | 38 | -21 |

Legenda:
      Ammesso al girone finale.
Regolamento:
Due punti a vittoria, uno a pareggio, zero a sconfitta.
Pari merito in caso di pari punti.

### Girone B

#### Squadre partecipanti
| Squadra                                     | Città (provincia)        | Stagione precedente |
| ------------------------------------------- | ------------------------ | ------------------- |
| U.S. Audace (B = riserve)                   | Verona-San Michele Extra |                     |
| Dop. Lanificio Rossi                        | Piovene Rocchette (VI)   |                     |
| A.C. Legnago                                | Legnago (VR)             |                     |
| Dop. Comunale Malo                          | Malo (VI)                |                     |
| Dop. Az.le. Marzotto Valdagno (B = riserve) | Valdagno (VI)            |                     |
| A.F.C. Schio                                | Schio (VI)               |                     |
| A.C. Verona (B = riserve)                   | Verona                   |                     |
| A.F.C. Vicenza (B = riserve)                | Vicenza                  |                     |

#### Classifica
|  | Pos. | Squadra             | Pt | G  | V  | N | P  | GF | GS | DR  |
|  | ---- | ------------------- | -- | -- | -- | - | -- | -- | -- | --- |
|  | 1.   | Lanificio Rossi     | 22 | 14 | 10 | 2 | 2  | 38 | 19 | +19 |
|  | 2.   | Vicenza B           | 21 | 14 | 9  | 3 | 2  | 38 | 11 | +27 |
|  | 3.   | Schio               | 18 | 14 | 7  | 4 | 3  | 27 | 21 | +6  |
|  | 4.   | Verona B            | 14 | 14 | 7  | 0 | 7  | 43 | 43 | 0   |
|  | 5.   | Malo                | 13 | 14 | 5  | 3 | 6  | 25 | 36 | -11 |
|  | 6.   | Audace SME B        | 11 | 14 | 5  | 1 | 8  | 30 | 36 | -6  |
|  | 7.   | Legnago             | 8  | 14 | 3  | 2 | 9  | 24 | 41 | -17 |
|  | 8.   | Marzotto Valdagno B | 5  | 14 | 2  | 1 | 11 | 21 | 39 | -18 |

Legenda:
      Ammesso al girone finale.
Regolamento:
Due punti a vittoria, uno a pareggio, zero a sconfitta.
Pari merito in caso di pari punti.

### Girone finale

#### Classifica
|  | Pos. | Squadra         | Pt | G | V | N | P | GF | GS | DR |
|  | ---- | --------------- | -- | - | - | - | - | -- | -- | -- |
|  | 1.   | Mestre          | 7  | 6 | 3 | 1 | 2 | 13 | 14 | -1 |
|  | 2.   | Lanificio Rossi | 6  | 6 | 2 | 2 | 2 | 11 | 9  | +2 |
|  | 2.   | Vicenza B       | 6  | 6 | 2 | 2 | 2 | 12 | 13 | -1 |
|  | 4.   | Venezia B       | 5  | 6 | 2 | 1 | 3 | 13 | 13 | 0  |

Legenda:
      Promosso in Serie C 1938-1939.
Regolamento:
Due punti a vittoria, uno a pareggio, zero a sconfitta.
Pari merito in caso di pari punti.

## Venezia Tridentina
Direttorio IV Zona (Venezia Tridentina).

### Girone unico

#### Squadre partecipanti
| Club                   | Città         | Stagione precedente |
| ---------------------- | ------------- | ------------------- |
| A.C. Bolzano           | Bolzano       |                     |
| Merano Sportiva        | Merano (BZ)   |                     |
| G.C. del Dop. Rovereto | Rovereto (TN) |                     |
| A.C. Trento            | Trento        |                     |

#### Classifica
|  | Pos. | Squadra  | Pt | G | V | N | P | GF | GS | DR |
|  | ---- | -------- | -- | - | - | - | - | -- | -- | -- |
|  | 1.   | Bolzano  | 8  | 6 | 3 | 2 | 1 | 9  | 8  | +1 |
|  | 2.   | Trento   | 7  | 6 | 3 | 1 | 2 | 14 | 8  | +6 |
|  | 2.   | Rovereto | 7  | 6 | 3 | 1 | 2 | 11 | 10 | +1 |
|  | 4.   | Merano   | 2  | 6 | 0 | 2 | 4 | 4  | 12 | -8 |

Legenda:
      Campione regionale rinunciatario alla promozione.
Regolamento:
Due punti a vittoria, uno a pareggio, zero a sconfitta.
Pari merito in caso di pari punti.

## Venezia Giulia
Direttorio V Zona (Venezia Giulia).

### Girone A

#### Squadre partecipanti
| Squadra            | Città (provincia)           | Stagione precedente |
| ------------------ | --------------------------- | ------------------- |
| S.S. Aurora        | Remanzacco (UD)             |                     |
| A.C. Giovinezza    | Sacile (UD)                 |                     |
| G.S.F. Latisana    | Latisana (UD)               |                     |
| O.N.D. Pordenone   | Pordenone (UD)              |                     |
| O.N.D. San Daniele | San Daniele del Friuli (UD) |                     |
| A.C. Serenissima   | Palmanova (UD)              |                     |
| Dop. Spilimbergo   | Spilimbergo (UD)            |                     |
| O.N.D. Tricesimo   | Tricesimo (UD)              |                     |

#### Classifica
|  | Pos. | Squadra           | Pt       | G  | V | N | P | GF | GS | DR  |
|  | ---- | ----------------- | -------- | -- | - | - | - | -- | -- | --- |
|  | 1.   | San Daniele       | 17       | 12 | 7 | 3 | 2 | 19 | 12 | +7  |
|  | 2.   | Serenissima       | 16       | 12 | 6 | 4 | 2 | 29 | 18 | +11 |
|  | 3.   | Giovinezza Sacile | 14       | 12 | 5 | 4 | 3 | 27 | 12 | +15 |
|  | 3.   | Spilimbergo       | 14       | 12 | 6 | 2 | 4 | 35 | 24 | +11 |
|  | 5.   | Aurora            | 8        | 12 | 3 | 2 | 7 | 13 | 26 | -13 |
|  | 5.   | Latisana          | 8        | 12 | 3 | 2 | 7 | 14 | 36 | -22 |
|  | 7.   | Tricesimo         | 7        | 12 | 3 | 1 | 8 | 17 | 26 | -9  |
|  | --   | Pordenone         | Ritirato |    |   |   |   |    |    |     |

Legenda:
      Ammesso al girone finale.
Regolamento:
Due punti a vittoria, uno a pareggio, zero a sconfitta.
Pari merito in caso di pari punti.

### Girone B

#### Squadre partecipanti
| Squadra                         | Città (provincia)                | Stagione precedente |
| ------------------------------- | -------------------------------- | ------------------- |
| Dop. A.C.E.G.A.T.               | Trieste                          |                     |
| Sez. Calcio Dop. Az. Arsa       | Arsia (PL)                       |                     |
| Dop. Ernesto Solvay Sez. Calcio | Monfalcone (TS)                  |                     |
| A.C. Fortitudo                  | Trieste                          |                     |
| Libertas                        | Capodistria (PL)                 |                     |
| A.S. Libertas                   | Trieste                          |                     |
| Dop.Az. C.R.D.A. Monfalcone     | Monfalcone (TS)                  |                     |
| A.C. Pieris                     | San Canzian d'Isonzo-Pieris (TS) |                     |
| U.S. Triestina (B = riserve)    | Trieste                          |                     |

#### Classifica
|  | Pos. | Squadra              | Pt       | G  | V  | N | P  | GF | GS | DR  |
|  | ---- | -------------------- | -------- | -- | -- | - | -- | -- | -- | --- |
|  | 1.   | CRDA Monfalcone      | 22       | 14 | 10 | 2 | 2  | 29 | 14 | +15 |
|  | 2.   | Arsa                 | 20       | 14 | 9  | 2 | 3  | 35 | 18 | +17 |
|  | 2.   | Ernesto Solvay       | 18       | 14 | 9  | 0 | 5  | 45 | 25 | +20 |
|  | 4.   | Libertas Capodistria | 14       | 14 | 6  | 2 | 6  | 18 | 18 | 0   |
|  | 5.   | ACEGAT               | 13       | 14 | 6  | 1 | 7  | 20 | 22 | -2  |
|  | 5.   | Pieris               | 12       | 14 | 5  | 2 | 7  | 21 | 27 | -6  |
|  | 7.   | Triestina B          | 11       | 14 | 4  | 3 | 7  | 21 | 27 | -6  |
|  | 8.   | Fortitudo Trieste    | 2        | 14 | 0  | 2 | 12 | 12 | 50 | -38 |
|  | --   | Libertas Trieste     | Ritirato |    |    |   |    |    |    |     |

Legenda:
      Ammesso al girone finale.
Regolamento:
Due punti a vittoria, uno a pareggio, zero a sconfitta.
Pari merito in caso di pari punti.

### Finali
|  | Pos. | Squadra         | Pt | G | V | N | P | GF | GS | DR  |
|  | ---- | --------------- | -- | - | - | - | - | -- | -- | --- |
|  | 1.   | Arsa            | 9  | 6 | 4 | 1 | 1 | 13 | 6  | +7  |
|  | 2.   | CRDA Monfalcone | 7  | 6 | 3 | 1 | 2 | 13 | 7  | +6  |
|  | 3.   | San Daniele     | 6  | 6 | 3 | 0 | 3 | 9  | 12 | -3  |
|  | 4.   | Serenissima     | 2  | 6 | 1 | 0 | 5 | 10 | 20 | -10 |

Legenda:
      Promosso in Serie C 1938-1939.
Regolamento:
Due punti a vittoria, uno a pareggio, zero a sconfitta.
Pari merito in caso di pari punti.
Note:
CRDA promosso in Serie C 1938-1939 dal DDS su delega della FIGC.

## Liguria
Direttorio VI Zona (Liguria).

### Girone A

#### Squadre partecipanti
| Squadra                      | Città (provincia)  | Stagione precedente |
| ---------------------------- | ------------------ | ------------------- |
| Dop.Az. Agricolo             | Albenga (SV)       | Anno sabbatico      |
| S.C. Alassio                 | Alassio (SV)       |                     |
| O.N.D. Andrea Doria          | Loano (SV)         |                     |
| A.S. Finalese                | Finale Ligure (SV) |                     |
| U.S. Imperia (B = riserve)   | Imperia            |                     |
| U.S. Sanremese (B = riserve) | Sanremo (IM)       |                     |
| A.C. Savona (B = riserve)    | Savona             |                     |
| A.C.F. Vado (B = riserve)    | Vado Ligure (SV)   |                     |
| A.S. Varazze                 | Varazze (SV)       |                     |

#### Classifica finale
|  | Pos. | Squadra      | Pt       | G  | V  | N | P | GF | GS | DR |
|  | ---- | ------------ | -------- | -- | -- | - | - | -- | -- | -- |
|  | 1.   | Albingaunia  | 24       | 14 | 11 | 2 | 1 | 33 | 11 |    |
|  | 2.   | Sanremese B  | 17       | 14 |    |   |   |    |    |    |
|  | 3.   | Alassio      | 15       | 14 |    |   |   |    |    |    |
|  | 4.   | Finalese     | 15       | 14 |    |   |   |    |    |    |
|  | 5.   | Savona B     | 14       | 14 |    |   |   |    |    |    |
|  | 5.   | Varazze      | 14       | 14 |    |   |   |    |    |    |
|  | 7.   | Vado B       | 11       | 14 |    |   |   |    |    |    |
|  | 8.   | Andrea Doria | 2        | 14 |    |   |   |    |    |    |
|  | --   | Imperia B    | Ritirato |    |    |   |   |    |    |    |

Legenda:
      Ammesso alle finali regionali.
Regolamento:
Due punti a vittoria, uno a pareggio, zero a sconfitta.
Pari merito in caso di pari punti.

### Girone B

#### Squadre partecipanti
| Squadra                             | Città (provincia)     | Stagione precedente |
| ----------------------------------- | --------------------- | ------------------- |
| Dop.Az. C.I.E.L.I.                  | La Spezia             |                     |
| Dop. Az. Centrale del Latte         | Genova                |                     |
| G.U.F. Grifone Ausonia              | Genova                |                     |
| G.A. Ilva                           | Savona                |                     |
| Pol. Manlio Cavagnaro (B = riserve) | Genova-Sestri Ponente |                     |
| Pol. Pro Recco                      | Recco (GE)            |                     |
| Dop. Dipendenti Provincia di Genova | Genova                |                     |
| A.C. Tigullia                       | Rapallo (GE)          |                     |
| Pol. Valpolcevera (B = riserve)     | Genova-Pontedecimo    |                     |

#### Classifica finale
|  | Pos. | Squadra               | Pt | G  | V  | N | P  | GF | GS | DR  |
|  | ---- | --------------------- | -- | -- | -- | - | -- | -- | -- | --- |
|  | 1.   | Tigullia              | 25 | 16 | 12 | 1 | 3  | 39 | 15 | +24 |
|  | 2.   | Centrale Latte Genova | 23 | 15 | 10 | 3 | 2  | 32 | 7  | +25 |
|  | 3.   | Dip.ti Prov. Genova   | 22 | 16 | 9  | 4 | 3  | 27 | 12 | +15 |
|  | 4.   | CIELI                 | 18 | 16 | 6  | 6 | 4  | 29 | 16 | +13 |
|  | 5.   | Ilva Savona           | 17 | 16 | 7  | 3 | 6  | 26 | 25 | +1  |
|  | 6.   | Manlio Cavagnaro B    | 12 | 15 | 4  | 4 | 7  | 22 | 31 | -9  |
|  | 7.   | Pro Recco             | 9  | 15 | 3  | 3 | 9  | 15 | 28 | -13 |
|  | 8.   | Valpolcevera B        | 8  | 16 | 3  | 2 | 11 | 15 | 41 | -26 |
|  | 9.   | Grifone Ausonia       | 6  | 15 | 2  | 2 | 11 | 10 | 40 | -30 |

Legenda:
      Ammesso alle finali regionali.
Regolamento:
Due punti a vittoria, uno a pareggio, zero a sconfitta.
Pari merito in caso di pari punti.
Note:
Centrale Latte Genova, Manlio Cavagnaro B, Pro Recco e Grifone Ausonia una partita in meno.

### Fase finale
|          | Risultati |          | Luogo e data            |
| -------- | --------- | -------- | ----------------------- |
| Tigullia | 9 - 1     | Alassio  | Rapallo, 12 giugno 1938 |
| Alassio  | 2 - 2     | Tigullia | Alassio, 16 giugno 1938 |
|          |           |          |                         |

|                    | Risultati |                    | Luogo e data            |
| ------------------ | --------- | ------------------ | ----------------------- |
| Centrale del Latte | 0 - 0     | Albenga            | Genova, 12 giugno 1938  |
| Albenga            | 5 - 1     | Centrale del Latte | Albenga, 16 giugno 1938 |
|                    |           |                    |                         |

### Finalissima
|         | Risultati |          | Luogo e data           |
| ------- | --------- | -------- | ---------------------- |
| Albenga | 3 - 0     | Tigullia | Savona, 19 giugno 1938 |
|         |           |          |                        |

- Albenga campione ligure di Prima Divisione e promosso in Serie C 1938-1939.
- Tigullia promosso in Serie C 1938-1939 dal DDS su delega della FIGC.
- Centrale del Latte accetta l’offerta di promozione ma i relativi costi la fanno fallire.

## Emilia
Direttorio VII Zona (Emilia).

### Girone unico

#### Squadre partecipanti
| Squadra                      | Città (provincia) | Stagione precedente |
| ---------------------------- | ----------------- | ------------------- |
| A.G.C. Bologna (B=riserve)   | Bologna           |                     |
| A.G.C. Budrio                | Budrio (BO)       |                     |
| G.U.F. Ferrara               | Ferrara           |                     |
| U.S. Imolese Francesco Zardi | Imola (BO)        |                     |
| Modena Calcio (B = riserve)  | Modena            |                     |
| S.P. Molinella               | Molinella (BO)    |                     |
| U.S. Russi                   | Russi (RA)        |                     |
| S.P.A.L. (B = riserve)       | Ferrara           |                     |
| S.S. Vis Pesaro              | Pesaro            |                     |

#### Classifica finale
|  | Pos. | Squadra     | Pt | G  | V  | N | P | GF | GS |
|  | ---- | ----------- | -- | -- | -- | - | - | -- | -- |
|  | 1.   | Budrio      | 26 | 16 |    |   |   |    |    |
|  | 2.   | Molinella   | 23 | 16 | 11 | 1 | 4 | 33 | 13 |
|  | 3.   | SPAL B      | 20 | 16 |    |   |   |    |    |
|  | 3.   | Imolese     | 20 | 16 |    |   |   |    |    |
|  | 5.   | Bologna B   | 19 | 16 |    |   |   |    |    |
|  | 6.   | Modena B    | 15 | 16 |    |   |   |    |    |
|  | 7.   | Russi       | 14 | 16 |    |   |   |    |    |
|  | 8.   | GUF Ferrara | 4  | 16 |    |   |   |    |    |
|  | 9.   | Vis Pesaro  | 3  | 16 |    |   |   |    |    |

Legenda:
      Promosso in Serie C 1938-1939.
Regolamento:
Due punti a vittoria, uno a pareggio, zero a sconfitta.
Pari merito in caso di pari punti.
Verdetti
- Il Budrio rinunciò alla promozione.
- Il Molinella fu quindi promosso dal DDS in Serie C 1938-1939 e annesse il Budrio stesso.
- La Vis Pesaro, ritirata durante la stagione[4], ma poi riammessa[5], fu promossa in Serie C 1938-1939 dal DDS su delega della FIGC.

## Toscana
Direttorio VIII Zona (Toscana).

### Girone unico

#### Squadre partecipanti
| Squadra                                | Città (provincia)          | Stagione precedente                             |
| -------------------------------------- | -------------------------- | ----------------------------------------------- |
| A.C. A.S.S.I. Firenze                  | Firenze                    |                                                 |
| D.S. Aquila-Montevarchi                | Montevarchi (AR)           |                                                 |
| U.S. Arezzo                            | Arezzo                     |                                                 |
| U.S. Carrarese "Pietrino Binelli"      | Apuania-Carrara            |                                                 |
| A.C. Fiorentina (C = allievi)          | Firenze                    |                                                 |
| U.S. Livorno (BA= riserve A)           | Livorno                    |                                                 |
| U.S. Lucchese Libertas (BA= riserve A) | Lucca                      |                                                 |
| Dop. Az. Montelupo                     | Montelupo Fiorentino (FI)  |                                                 |
| U.S. Orbetello                         | Orbetello (GR)             |                                                 |
| A.C. Pisa (BA= riserve A)              | Pisa                       |                                                 |
| A.C. Pistoia                           | Pistoia                    | Club rifondato, U.S.P. 12ª nel gir.D di Serie C |
| U.S. Pontassieve                       | Pontassieve (FI)           |                                                 |
| D.S.C. San Giovanni Valdarno           | San Giovanni Valdarno (AR) |                                                 |
| G.R.F. Vincenzo Benini                 | Firenze                    |                                                 |

#### Classifica finale
|  | Pos. | Squadra               | Pt | G  | V  | N | P  | GF | GS |
|  | ---- | --------------------- | -- | -- | -- | - | -- | -- | -- |
|  | 1.   | Livorno BA            | 44 | 25 | 20 | 4 | 1  | 80 | 25 |
|  | 2.   | Lucchese BA           | 38 | 26 | 16 | 6 | 4  | 60 | 19 |
|  | 3.   | Montelupo             | 36 | 26 | 15 | 6 | 5  | 63 | 23 |
|  | 4.   | Vincenzo Benini       | 35 | 26 | 15 | 5 | 6  | 43 | 23 |
|  | 5.   | San Giovanni Valdarno | 30 | 26 | 13 | 4 | 9  | 40 | 32 |
|  | 6.   | Pistoia               | 26 | 26 | 12 | 2 | 12 | 34 | 39 |
|  | 7.   | Orbetello             | 23 | 26 | 9  | 5 | 12 | 37 | 46 |
|  | 8.   | Arezzo                | 22 | 25 | 10 | 2 | 13 | 37 | 42 |
|  | 9.   | Pontassieve           | 21 | 26 | 9  | 3 | 14 | 36 | 43 |
|  | 9.   | Fiorentina C          | 21 | 26 | 8  | 5 | 13 | 23 | 46 |
|  | 11.  | Carrarese P. Binelli  | 20 | 26 | 7  | 6 | 13 | 36 | 45 |
|  | 11.  | Montevarchi           | 20 | 26 | 8  | 4 | 14 | 36 | 38 |
|  | 13.  | Pisa BA               | 14 | 26 | 4  | 6 | 16 | 21 | 50 |
|  | 14.  | ASSI Firenze          | 12 | 26 | 4  | 4 | 18 | 29 | 74 |

Legenda:
      Campione regionale.
      Promosso in Serie C 1938-1939.
Regolamento:
Due punti a vittoria, uno a pareggio, zero a sconfitta.
Pari merito in caso di pari punti.
Verdetti
- Montelupo promosso in Serie C 1938-1939, ma rinuncia e al suo posto viene ammessa la Vincenzo Benini.
- Pistoia e Arezzo ammesse in Serie C 1938-1939 perché capoluoghi di provincia.

## Marche
Direttorio IX Zona (Marche).

### Girone unico

#### Squadre partecipanti
| Squadra                               | Città (provincia)             | Stagione precedente |
| ------------------------------------- | ----------------------------- | ------------------- |
| U.S. Anconitana-Bianchi (B = riserve) | Ancona                        |                     |
| S.S. Ascoli                           | Ascoli Piceno                 |                     |
| Pol. Castrum                          | Giulianova (TE)               |                     |
| A.C. Dalmazia                         | Zara                          |                     |
| S.S. Fabriano                         | Fabriano (AN)                 |                     |
| Ass. Pol. Interamnia Teramo           | Teramo                        |                     |
| S.S. Pescara                          | Pescara                       |                     |
| U.S. Sambenedettese                   | San Benedetto del Tronto (AP) |                     |

#### Classifica finale
|  | Pos. | Squadra              | Pt | G  | V  | N | P  | GF | GS | DR  |
|  | ---- | -------------------- | -- | -- | -- | - | -- | -- | -- | --- |
|  | 1.   | Anconitana-Bianchi B | 22 | 14 | 10 | 2 | 2  | 29 | 12 | +17 |
|  | 2.   | Pescara              | 20 | 14 | 8  | 4 | 2  | 31 | 14 | +17 |
|  | 3.   | Ascoli               | 18 | 14 | 7  | 4 | 3  | 27 | 15 | +12 |
|  | 4.   | Interamnia           | 13 | 14 | 6  | 1 | 7  | 14 | 24 | -10 |
|  | 5.   | Fabriano             | 12 | 14 | 4  | 4 | 6  | 18 | 19 | -1  |
|  | 5.   | Castrum              | 12 | 14 | 4  | 4 | 6  | 17 | 21 | -4  |
|  | 7.   | Sambenedettese       | 10 | 14 | 4  | 2 | 8  | 17 | 29 | -12 |
|  | 8.   | Dalmazia             | 5  | 14 | 1  | 3 | 10 | 11 | 30 | -19 |

Legenda:
      Campione regionale.
      Promosso in Serie C 1938-1939.
Regolamento:
Due punti a vittoria, uno a pareggio, zero a sconfitta.
Pari merito in caso di pari punti.
Verdetti
- L'Anconitana-Bianchi B è campione Marchigiano di Prima Divisione 1937-1938.
- Il Pescara , l'Ascoli su ordine del DDS e la Sambenedettese sono promossi in Serie C 1938-1939.

## Umbria
Direttorio X Zona (Umbria).
Sede: Via Baldeschi, 2 - Perugia.
Presidente: Gastone Bonaiuti.

### Squadre partecipanti
| Squadra                                          | Città (provincia)      | Stagione precedente            |
| ------------------------------------------------ | ---------------------- | ------------------------------ |
| A.S. Assisi                                      | Assisi (PG)            |                                |
| A.S. Foligno                                     | Foligno (PG)           | 4° in Seconda Divisione Umbria |
| Pol.F. "Mario Umberto Borzacchini" (B = riserve) | Terni (TR)             |                                |
| F.G.C. Gubbio                                    | Gubbio (PG)            | 2° in Seconda Divisione Umbria |
| A.S. Fascista Narni                              | Narni (TR)             | 5° in Seconda Divisione Umbria |
| A.C. Perugia                                     | Perugia (PG)           | 3° in Seconda Divisione Umbria |
| S.C.A.T. Gualdo                                  | Gualdo Tadino (PG)     |                                |
| Pol. Fascista Spoleto                            | Spoleto (PG)           |                                |
| U.S. Tiferno                                     | Città di Castello (PG) | 6° in Seconda Divisione Umbria |

#### Classifica finale
|  | Pos. | Squadra             | Pt | G  | V  | N | P | GF | GS | DR  |
|  | ---- | ------------------- | -- | -- | -- | - | - | -- | -- | --- |
|  | 1.   | Tiferno             | 24 | 16 | 10 | 4 | 2 | 29 | 11 | +18 |
|  | 2.   | Gubbio              | 22 | 16 | 10 | 2 | 4 | 24 | 13 | +11 |
|  | 3.   | Borzacchini Terni B | 16 | 16 | 6  | 4 | 6 | 21 | 14 | +7  |
|  | 4.   | Perugia             | 15 | 16 | 6  | 3 | 7 | 19 | 14 | +5  |
|  | 4.   | Foligno             | 15 | 16 | 5  | 5 | 6 | 16 | 19 | -3  |
|  | 4.   | Narni               | 15 | 16 | 6  | 3 | 7 | 13 | 19 | -6  |
|  | 4.   | Spoleto             | 15 | 16 | 5  | 5 | 6 | 12 | 20 | -8  |
|  | 8.   | Assisi              | 12 | 16 | 5  | 2 | 9 | 15 | 21 | -6  |
|  | 9.   | S.C.A.T. Gualdo     | 10 | 16 | 3  | 4 | 9 | 10 | 27 | -17 |

Legenda:
      Promosso in Serie C 1938-1939.
Regolamento:
Due punti a vittoria, uno a pareggio, zero a sconfitta.
Pari merito in caso di pari punti.
Note:
Il Perugia fu promosso in Serie C 1938-1939, dal DDS su delega della FIGC.
Gubbio e A.U.S.A. Foligno sono state ammesse successivamente in Serie C 1938-1939 in seguito all'allargamento dei quadri del campionato.

## Lazio
Direttorio XI Zona (Lazio).
Sede: Via Colonna Antonina, 41 - Roma tel.67223.
Presidente: Rag. Federico Tedeschi

### Girone unico

#### Squadre partecipanti
| Squadra                          | Città (provincia)   | Stagione precedente |
| -------------------------------- | ------------------- | ------------------- |
| Gr.Az. Ala Littoria              | Roma-Ostia          |                     |
| U.S. Italia Nova                 | Roma-Porta Maggiore |                     |
| S.S. Lazio (B = riserve)         | Roma                |                     |
| P.F. "Mario Umberto Borzacchini" | Terni (TR)          |                     |
| A.S. Roma (B = riserve)          | Roma                |                     |
| S.S. Sora                        | Sora (FR)           |                     |
| G.S. Supertessile                | Rieti               |                     |
| A.S. Tevercalcio                 | Roma                |                     |
| A.S. Trastevere                  | Roma-Trastevere     |                     |

#### Classifica finale
|  | Pos. | Squadra            | Pt | G  | V  | N | P | GF | GS |
|  | ---- | ------------------ | -- | -- | -- | - | - | -- | -- |
|  | 1.   | Roma B             | 25 | 16 | 10 | 5 | 1 | 33 | 9  |
|  | 2.   | Borzacchini Terni  | 23 | 16 | 9  | 5 | 2 | 24 | 16 |
|  | 3.   | Lazio B            | 20 | 16 | 9  | 2 | 5 | 34 | 17 |
|  | 4.   | Trastevere         | 18 | 16 | 8  | 2 | 6 | 27 | 18 |
|  | 5.   | Italia Nova        | 16 | 16 | 6  | 4 | 6 | 14 | 16 |
|  | 6.   | Sora (-1)          | 13 | 16 | 5  | 4 | 7 | 14 | 23 |
|  | 7.   | Ala Littoria       | 10 | 16 | 3  | 4 | 9 | 14 | 23 |
|  | 7.   | Tevercalcio        | 10 | 16 | 3  | 4 | 9 | 9  | 24 |
|  | 9.   | Supertessile Rieti | 8  | 16 | 1  | 6 | 9 | 10 | 27 |

Legenda:
      Campione regionale.
      Promosso in Serie C 1938-1939.
Regolamento:
Due punti a vittoria, uno a pareggio, zero a sconfitta.
Pari merito in caso di pari punti.
Note:
Sora ha scontato 1 punto di penalizzazione in classifica per una rinuncia.
Verdetti
- La Roma "B" non è promuovibile essendo squadra riserve.
- Il "Mario Umberto Borzacchini" è promosso in Serie C 1938-1939.
- La Supertessile Rieti fu promossa in Serie C 1938-1939 dal DDS su delega FIGC.
- La Tevercalcio si fonde a fine stagione con l'Alba Roma[7].

## Abruzzi
Direttorio XII Zona (Abruzzi).
Sede: Palazzo del Littorio - Aquila degli Abruzzi.
Presidente:

### Girone unico

#### Squadre partecipanti
| Squadra                             | Città (provincia)         | Stagione precedente        |
| ----------------------------------- | ------------------------- | -------------------------- |
| S.S. Chieti                         | Chieti                    |                            |
| A.P. Interamnia (B = riserve)       | Teramo                    |                            |
| F.G.C. Lanciano                     | Lanciano (CH)             | Club di nuova affiliazione |
| A.S. L'Aquila (B = riserve)         | L'Aquila                  |                            |
| S.S. Pescara (B = riserve)          | Pescara                   |                            |
| Roseto                              | Roseto degli Abruzzi (TE) |                            |
| A.S. S.I.M.E. Azogeno (B = riserve) | Popoli (PE)               |                            |
| S.S. Sulmona                        | Sulmona (AQ)              |                            |

- Chieti (12 punti fatti: 6 vinte, 0 pareggiate, 8 perse, 14 gol fatti, 25 subiti)

#### Classifica finale
|  | Pos. | Squadra   | Pt | G  | V | N | P | GF | GS | DR |
|  | ---- | --------- | -- | -- | - | - | - | -- | -- | -- |
|  | 1.   | Pescara B | 20 | 14 |   |   |   |    |    |    |
|  | 2.   | Sulmona   | ?? | 14 |   |   |   |    |    |    |
|  | 3.   | ???       | ?? | 14 |   |   |   |    |    |    |
|  | 4.   | ???       | ?? | 14 |   |   |   |    |    |    |
|  | 5.   | ???       | ?? | 14 |   |   |   |    |    |    |
|  | 6.   | ???       | ?? | 14 |   |   |   |    |    |    |
|  | 7.   | ???       | ?? | 14 |   |   |   |    |    |    |
|  | 8.   | ???       | ?? | 14 |   |   |   |    |    |    |

Legenda:
      Campione regionale.
Regolamento:
Due punti a vittoria, uno a pareggio, zero a sconfitta.
Pari merito in caso di pari punti.
Verdetti
- Pescara B è campione Abruzzese di Prima Divisione 1937-1938 (non è promuovibile essendo squadra riserve).

Il Sulmona rinunciò alla promozione.

## Campania
Direttorio XIII Zona (Campania).
Sede: Via Medina, 63 - Napoli tel. 28872.
Presidente: Dott. Ing. Marchese Gaetano Del Pezzo.

### Girone unico

#### Squadre partecipanti
| Squadra                             | Città (provincia)     | Stagione precedente |
| ----------------------------------- | --------------------- | ------------------- |
| U.S. Battipaglia                    | Battipaglia (SA)      |                     |
| U.S. Casertana                      | Caserta (NA)          |                     |
| S.S. Giovinezza                     | Portici (NA)          |                     |
| A.C. Napoli (B = riserve)           | Napoli                |                     |
| A.C. Nola                           | Nola (NA)             |                     |
| U.S. Palmese                        | Palma Campania (NA)   |                     |
| U.S. Puteolana                      | Pozzuoli (NA)         |                     |
| U.S.F. Salernitana (B = riserve)    | Salerno               |                     |
| A.C. Spolettificio Torre Annunziata | Torre Annunziata (NA) |                     |

#### Classifica finale
|  | Pos. | Squadra            | Pt | G  | V  | N | P  | GF | GS | DR  |
|  | ---- | ------------------ | -- | -- | -- | - | -- | -- | -- | --- |
|  | 1.   | Spolettificio T.A. | 29 | 16 | 14 | 1 | 1  | 41 | 11 | +30 |
|  | 2.   | Nola               | 19 | 16 | 8  | 3 | 5  | 36 | 29 | +13 |
|  | 3.   | Napoli B           | 17 | 16 | 6  | 5 | 5  | 35 | 22 | +13 |
|  | 4.   | Battipagliese      | 16 | 16 | 7  | 2 | 7  | 26 | 29 | -3  |
|  | 4.   | Palmese (-2)       | 16 | 16 | 8  | 2 | 6  | 34 | 30 | +4  |
|  | 6.   | Salernitana B      | 14 | 16 | 5  | 4 | 7  | 30 | 27 | +3  |
|  | 7.   | Giovinezza Portici | 13 | 16 | 5  | 3 | 8  | 35 | 43 | -12 |
|  | 8.   | Puteolana (-2)     | 10 | 16 | 6  | 0 | 10 | 24 | 32 | -8  |
|  | 9.   | Casertana          | 5  | 16 | 1  | 3 | 12 | 13 | 51 | -38 |

Legenda:
      Promosso in Serie C 1938-1939.
Regolamento:
Due punti a vittoria, uno a pareggio, zero a sconfitta.
Pari merito in caso di pari punti.
Note:
Puteolana e Palmese hanno scontato 2 punti di penalizzazione in classifica per due rinunce.
Verdetti
- Spolettificio Torre Annunziata è campione Campano di Prima Divisione 1937-1938.
- Lo Spolettificio Torre Annunziata è promosso in Serie C 1938-1939.

## Puglia
Direttorio XIV Zona (Puglia).
Sede: Corso Vittorio Emanuele, 193 - Bari tel. 13404.
Presidente: Cav.Avv. Sebastiano Roca

### Girone unico
| Squadra                        | Città (provincia) | Stagione precedente                  |
| ------------------------------ | ----------------- | ------------------------------------ |
| S.S. Armando Diaz              | Bisceglie (BA)    |                                      |
| U.S. Bari (B=riserve)          | Bari              |                                      |
| A.S. Brindisi                  | Brindisi          |                                      |
| U.S. Cavour                    | Trani (BA)        |                                      |
| U.S. Cerignola                 | Cerignola (FG)    |                                      |
| U.S. Ideale                    | Bari              |                                      |
| A.S. Manfredonia (B = riserve) | Manfredonia (FG)  |                                      |
| A.S. Molfetta                  | Molfetta (BA)     |                                      |
| U.S. Pro Italia                | Taranto           | 14ª nel gir.E di Serie C, retrocessa |
| A.S. Taranto (B = riserve)     | Taranto           |                                      |

### Classifica finale
|  | Pos. | Squadra            | Pt       | G  | V  | N  | P  | GF | GS | DR  |
|  | ---- | ------------------ | -------- | -- | -- | -- | -- | -- | -- | --- |
|  | 1.   | Bari B             | 26       | 16 | 12 | 2  | 2  | 45 | 9  | +36 |
|  | 2.   | Pro Italia         | 25       | 16 | 12 | 1  | 3  | 28 | 12 | +16 |
|  | 3.   | Brindisi           | 21       | 16 | 10 | 1  | 5  | 26 | 18 | +8  |
|  | 4.   | Ideale             | 18       | 16 | 7  | 4  | 5  | 23 | 24 | -1  |
|  | 5.   | Armando Diaz       | 15       | 16 | 6  | 3  | 7  | 25 | 24 | +1  |
|  | 6.   | Audace Cerignola   | 12       | 16 | 5  | 2  | 9  | 17 | 32 | -15 |
|  | 7.   | Taranto B          | 11       | 16 | 5  | 1  | 10 | 15 | 20 | -5  |
|  | 8.   | Molfetta (-1)      | 8        | 16 | 3  | 3  | 10 | 12 | 31 | -19 |
|  | 9.   | Manfredonia B (-3) | 4        | 16 | 3  | 1  | 12 | 16 | 37 | -21 |
|  | --   | Cavour             | Ritirato | -- | -- | -- | -- | -- | -- | --  |

Legenda:
      Campione regionale.
      Promosso in Serie C 1938-1939.
Regolamento:
Due punti a vittoria, uno a pareggio, zero a sconfitta.
Pari merito in caso di pari punti.
Note:
Il Brindisi è stato promosso in Serie C 1938-1939 dal DDS su delega della FIGC.
Molfetta ha scontato 1 punto di penalizzazione in classifica per una rinuncia.
Manfredonia ha scontato 2 punti di penalizzazione in classifica per due rinunce.
Lucania
Direttorio XV Zona (Lucania).
Non fu organizzato alcun campionato a livello Federale.
La F.I.G.C. non nominò alcun dirigente federale, neanche in veste di Commissario Straordinario.
Le società che la stagione precedente avevano svolto attività sportiva con i 2 Direttori Locali Sezione Propaganda di Potenza e Matera furono aggregati al Direttorio XIII Zona (Campania) quelle di Potenza, mentre quelle di Matera furono aggregate al Direttorio XIV Zona (Puglia).

## Calabria
Direttorio XVI Zona (Calabria).
Sede: Piazza Tommaso Campanella, 6 - Cosenza.
Presidente: Rag. Massimo Cavalcanti.

### Girone unico
| Squadra                    | Città (provincia) | Stagione precedente                                      |
| -------------------------- | ----------------- | -------------------------------------------------------- |
| U.S.F. Catanzarese         | Catanzaro         | 15º in Serie B, retrocesso e insolvente, escluso dal DDS |
| A.S. Cosenza (B = riserve) | Cosenza           |                                                          |
| S.S.F. Crotone             | Crotone (CZ)      |                                                          |
| S.S. Dominante             | Reggio Calabria   |                                                          |
| U.S. Fortitudo Locrese     | Locri (RC)        |                                                          |
| U.S. Gioiese               | Gioia Tauro (RC)  |                                                          |
| S.E. Juventus Siderno      | Siderno (RC)      |                                                          |
| U.S. Palmese               | Palmi (RC)        |                                                          |
| F.G.C.                     | Paola (CS)        |                                                          |
| S.S. Rossanese             | Rossano (CS)      |                                                          |

#### Classifica finale
|  | Pos. | Squadra          | Pt | G  | V | N | P | GF | GS | DR |
|  | ---- | ---------------- | -- | -- | - | - | - | -- | -- | -- |
|  | 1.   | Dominante R.C.   | ?? | 18 |   |   |   |    |    |    |
|  | 2.   | Juventus Siderno | ?? | 18 |   |   |   |    |    |    |
|  | 3.   | Palmese          | ?? | 18 |   |   |   |    |    |    |
|  | 4.   | ???              | ?? | 18 |   |   |   |    |    |    |
|  | 5.   | ???              | ?? | 18 |   |   |   |    |    |    |
|  | 6.   | ???              | ?? | 18 |   |   |   |    |    |    |
|  | 7.   | Catanzarese      | ?? | 18 |   |   |   |    |    |    |
|  | 8.   | ???              | ?? | 18 |   |   |   |    |    |    |
|  | 9.   | ???              | ?? | 18 |   |   |   |    |    |    |
|  | 10.  | ???              | ?? | 18 |   |   |   |    |    |    |

Legenda:
      Promosso in Serie C 1938-1939.
Regolamento:
Due punti a vittoria, uno a pareggio, zero a sconfitta.
Pari merito in caso di pari punti.
Verdetti
- Dominante e, su ordine del DDS, Juventus Siderno e Palmese, promosse in Serie C 1938-1939[10].

## Sicilia
Direttorio XVII Zona (Sicilia).
Sede: Via Pignatelli, 18 - Palermo tel. 12501.
Presidente: Salvatore Barbaro.
Nuove affiliazioni 1937-38:

### Girone A

#### Squadre partecipanti
| Squadra                    | Città (provincia) | Stagione precedente |
| -------------------------- | ----------------- | ------------------- |
| A.C. Agrigento             | Agrigento         |                     |
| A.C. Gloria                | Palermo           |                     |
| U.S. Nissena 1929          | Caltanissetta     |                     |
| A.C. Palermo (B = riserve) | Palermo           |                     |
| G.I.L. "A.S. Sciacca"      | Sciacca (AG)      |                     |
| U.S. Trapani               | Trapani           |                     |

#### Classifica finale
|  | Pos. | Squadra   | Pt | G  | V | N | P | GF | GS | DR |
|  | ---- | --------- | -- | -- | - | - | - | -- | -- | -- |
|  | 1.   | Palermo B | 16 | 10 |   |   |   |    |    |    |
|  | 2.   | Trapani   | 11 | 10 |   |   |   |    |    |    |
|  | 2.   | Gloria    | 11 | 10 |   |   |   |    |    |    |
|  | 4.   | Sciacca   | 9  | 10 |   |   |   |    |    |    |
|  | 5.   | Agrigento | 8  | 10 |   |   |   |    |    |    |
|  | 6.   | Nissena   | 5  | 10 |   |   |   |    |    |    |

Legenda:
      Ammesso alle finali regionali.
Regolamento:
Due punti a vittoria, uno a pareggio, zero a sconfitta.
Pari merito in caso di pari punti.

### Girone B
| Squadra                      | Città (provincia) | Stagione precedente            |
| ---------------------------- | ----------------- | ------------------------------ |
| A.C.F. Catania (B = riserve) | Catania           |                                |
| G.U.F.                       | Messina           |                                |
| A.C. Messina (B = riserve)   | Messina           |                                |
| U.S. Messinese               | Messina           |                                |
| A.S. Siracusa                | Siracusa          | Club rifondato dopo un biennio |

#### Classifica finale
|  | Pos. | Squadra        | Pt | G | V | N | P | GF | GS | DR  |
|  | ---- | -------------- | -- | - | - | - | - | -- | -- | --- |
|  | 1.   | Siracusa       | 13 | 8 | 6 | 1 | 1 | 24 | 5  | +19 |
|  | 2.   | Catania B      | 9  | 8 | 3 | 3 | 2 | 16 | 9  | +7  |
|  | 3.   | Messina B      | 8  | 8 | 3 | 2 | 3 | 12 | 11 | +1  |
|  | 4.   | Messinese (-1) | 5  | 8 | 3 | 0 | 5 | 5  | 15 | -10 |
|  | 5.   | GUF Messina    | 4  | 8 | 1 | 2 | 5 | 4  | 21 | -17 |

Legenda:
      Ammesso alle finali regionali.
Regolamento:
Due punti a vittoria, uno a pareggio, zero a sconfitta.
Pari merito in caso di pari punti.
Note:
Messinese ha scontato 1 punto di penalizzazione in classifica per una rinuncia.

### Finali
|           | Risultati |           | Luogo e data             |
| --------- | --------- | --------- | ------------------------ |
| Palermo B | 2 - 2     | Siracusa  | Palermo, 10 aprile 1938  |
| Siracusa  | 3 - 1     | Palermo B | Siracusa, 17 aprile 1938 |
|           |           |           |                          |

- Siracusa campione regionale siciliano 1938 e promosso in Serie C 1938-1939.

## Sardegna
Direttorio XVIII Zona (Sardegna).
Sede: Corso Vittorio Emanuele, 24 - Cagliari tel. 3966.
Presidente: Leo Rag. Emanuele.

### Girone unico

#### Squadre partecipanti
| Squadra                     | Città (provincia) | Stagione precedente                       |
| --------------------------- | ----------------- | ----------------------------------------- |
| Dop. Comunale Arborense     | Oristano (CA)     |                                           |
| U.S. Cagliari (B = riserve) | Cagliari          | 1º posto dei titolari in campionato       |
| G.S. Monteponi              | Iglesias (CA)     | 4º nel girone sardo della Prima Divisione |
| Pro Calcio San Giorgio      | Cagliari          | 2º nel girone sardo della Prima Divisione |

#### Classifica finale
|  | Pos. | Squadra                 | Pt | G | V | N | P | GF | GS | DR |
|  | ---- | ----------------------- | -- | - | - | - | - | -- | -- | -- |
|  | 1.   | Pro Calcio San Giorgio  | 8  | 6 | 4 | 0 | 2 | 14 | 9  | +5 |
|  | 2.   | Arborense               | 7  | 6 | 3 | 1 | 2 | 9  | 9  | 0  |
|  | 3.   | Cagliari B (-2)         | 5  | 6 | 3 | 1 | 2 | 9  | 6  | +3 |
|  | 4.   | Monteponi Iglesias (-2) | 0  | 6 | 1 | 0 | 5 | 4  | 12 | -8 |

Legenda:
      Promosso in Serie C 1938-1939.
Regolamento:
Due punti a vittoria, uno a pareggio, zero a sconfitta.
Pari merito in caso di pari punti.
Note:
Cagliari B e Monteponi hanno scontato 2 punti di penalizzazione in classifica per due rinunce.
- La Pro Calcio San Giorgio è promossa in Serie C 1938-1939.[12].

## Tripolitania
Direttorio XIX Zona (Tripolitania).
Sede: Ufficio Sportivo del Partito Nazionale Fascista - (Tripoli) tel. 1714.
Presidente:
Squadre partecipanti alla 1.a Divisione:
- 60° Mitraglieri (maglia biancorossa)
- Aviazione, Tripoli
- Dopolavoro di Tripoli
- G.A.L. (Gioventù Araba del Littorio), Tripoli
- G.I.L. (Gioventù Italiana del Littorio), Tripoli
- G.U.F., (Gruppo Universitario Fascista), Tripoli (maglia azzurra)

Squadre partecipanti alla Seconda Divisione:
- G.A.L. (B = riserve)
- G.I.L. (B = riserve)
- Sabauda,
- Sussistenza,
- Dop. Tigrìnna, Tigrìnna[13]
- U.S. Tripolina, Tripoli

Cirenaica
Direttorio XX Zona (Cirenaica).
Sede: Casella Postale 187 - (Bengasi).
Presidente: Carlo Santi

### Girone unico
- XXI Corpo d'Armata

Verdetto:
- Il XXI Corpo d'Armata è Campione di Prima Divisione.

Somalia
Direttorio XXI Zona (Somalia).
Sede: (Mogadiscio).
Presidente: Dr. Luigi Saverio Bertazzoni.
Affiliate:
- Sport Club Aeronautica, Mogadiscio
- Dopolavoro Locatelli, Mogadiscio
- A.C. Mogadiscio, Mogadiscio
- Sport Club Truppe, Mogadiscio

Direttorio XXII Zona (Egeo).
Sede: presso F.R.A.T.R.E.S. - (Rodi).
Commissario: .
Affiliate:
non fatto
Eritrea
Direttorio XXIII Zona (Eritrea).
Sede: presso Federazione Fasci di Combattimento - Asmara.
Commissario: Oliviero Billi.
Squadre partecipanti alla 1.a Divisione:
- G.S. 175ª Compagnia Radio Genio, Asmara
- Dop. Ala Littoria,
- Amba Galliano,
- S.S. Asmara, Asmara (ritirato)
- G.A. Cicero,
- Dop. Decameré, (maglia rossonera)
- G.S. Deposito Territoriale, Asmara (maglia bianconera)
- Dop. Coloniale Eritreo Duca di Bergamo, Asmara
- Dop. Ferroviario, (maglia neroazzurra)
- G.U.F.,
- Dop. O.C.R.A.E.,
- Dop. Postelegrafonico, Asmara (maglia giallorossa)

Squadre partecipanti alla 2.a Divisione:
- G.S. 175ª Compagnia Radio Genio (B=riserve), Asmara
- Aerobase,
- G.S. Capronia,
- Dop. Gondrand,
- Zuco,

### Giornali
- Il Littoriale, anni 1937 e 1938, dal sito dell'Emeroteca del CONI.
- Archivio della Gazzetta dello Sport, anni 1937 e 1938, consultabile presso le Biblioteche:
  - Biblioteca Nazionale Braidense di Milano,
  - Biblioteca Nazionale Centrale di Firenze,
  - Biblioteca Nazionale Centrale di Roma,
  - Biblioteca Civica Berio di Genova,
  - e presso Emeroteca del C.O.N.I. di Roma (non è online ma è da consultare in sede).
- La Gazzetta del Mezzogiorno, anni 1937 e 1938, consultabile online.
- Il Popolo del Friuli, anni 1937 e 1938, consultabile online (il 22 febbraio 1938 ed il 19 aprile 1938)– Biblioteca Civica Vincenzo Joppi di Udine – Sezione Friulana.
- La Provincia d'Aosta del 14 aprile 1938, pag 6 e del 21 aprile 1938, p. 6, consultabili online.
- La Provincia di Bolzano, anni 1937 e 1938, consultabile su Biblioteca Provinciale Italiana Claudia Augusta di Bolzano.
- Gazzetta di Venezia, anni 1937 e 1938, consultabile su Biblioteca nazionale centrale di Roma.
- L'Ora, di Palermo, anni 1937 e 1938, consultabile online.
- L'Unione Sarda, di Cagliari, anni 1937 e 1938, consultabile online.

### Libri
- Antonio Tranchero, Cent'anni nel pallone - Una storia in biancorosso, Agami Edizioni.
- Narciso Zeleznich, All'ombra della Rocca tra una nave e l'altra - Storia del calcio monfalconese in sintesi, Trieste, Litografia Zenit, luglio 1975.
- Carlo Fontanelli, 100 anni di calcio a Conegliano - 1907/2008 - Union CSV, Circolo Sostenitori Calcio Conegliano, GEO Edizioni...
- Chrystian Calvelli, Giuseppe Lucibelli; Raffaele Schettino, Savoia storia e leggenda dall'Oncino al Giraud, Gragnano, Stampa Democratica '95, dicembre 2000.
- Il calcio a Zara, Igor Kramarsich: http://igor.kramarsic.com/index.php/putopisi/106-my-articles/soccer/nk-zadar/328-con-l-ac-dalmazia-il-canto-del-cigno-del-calcio-zaratino-4-e-continua Dalmazia il canto del cigno del calcio Zaratino Archiviato il 7 luglio 2014 in Internet Archive..
- Mauro Ciccarelli, Davide Eusebi, Vittorio Cassiani e Nando Cecini, Cento Anni di VIS, VIS PESARO Editore.
- Siviero Sensini, 70- U.S. Tiferno A.C. Città di Castello, Delta Grafica.
- Gianluca Sannipoli, Rossoblù - i Protagonisti, le Sfide, i Momenti memorabili del Gubbio, L'Arte Grafica.
- Antonio Mincione, Carlo Fontanelli, Veneto in campo - Dal 1920 i campionati calcistici regionali, GEO Edizioni, 2017.